# Radio Złote Przeboje
Radio Złote Przeboje è un'emittente radiofonica polacca fondata nel 1997 e di proprietà di Grupa Radiowa Agory.